# مقاطعة نورثلاند
مقاطعة نورثلاند (بالإنجليزية: Northland Region)‏ هو أقليم في نيوزيلندا، بلغ عدد سكانه 179,100  نسمة وذلك حسب إحصائيات سنة 2018، عاصمته وانغاري، تبلغ مساحته 13,789 كيلومتر مربع.

## الموقع
يشترك في الحدود مع:
- إقليم أوكلاند.

## التقسيمات الإدارية
- Far North District [الإنجليزية]‏
- Whangarei District [الإنجليزية]‏
- Kaipara District [الإنجليزية]‏.